# Бока Гібралтар
Бока Гібралтар (англ. F.C. Boca Gibraltar) — футбольний клуб з Гібралтару.

## Історія
Клуб був заснований під назвою «Бока Хуніорс Гібралтар» у 2012 році і став виступати у Другому дивізіоні Гібралтару з сезону 2012/13. Після того як Футбольна асоціація Гібралтару вступила до УЄФА в 2013 році в Лізі почався приплив іноземних гравців, однак клуб не був серед лідерів, зайнявши 10-е місце в сезоні 2014/15 і 8 у сезоні 2015/16.
У сезоні 2016/17 клуб зайняв 3-тє місце, відставши на 7 очок від другої команди, що потрапила у плей-оф за вихід у Прем'єр-дивізіон. Того ж року команда змінила назву на «Бока Гібралтар» і вже наступного сезону команда стала першою і вперше в своїй історії пробилась у найвищий дивізіон Гібралтару.